# تیم ملی بسکتبال زنان مقدونیه شمالی
تیم ملی بسکتبال زنان مقدونیه شمالی ، نماینده مقدونیه شمالی در مسابقات بین‌المللی بسکتبال زنان است.